# Balet Slovaškega narodnega gledališča
Balet Slovaškega narodnega gledališča (slovaško Balet Slovenského národného divadla, kratica. Balet SND) je baletni sektor Slovaškega narodnega gledališča.
Zgodovina sektorja se začne maja 1920 s produkcijama Coppélia in Slovanskih plesov. Danes ponuja repertoar klasičnih, neoklasičnih in modernih del.
Direktor Baleta SND je Jozef Dolinský (mlajši), ki je bil imenovan leta 2012. Balet ima 8 prvih solistov, 12 solistov, 13 polsolistov in 43 plesalcev korpusa. Prvi solisti so: Erina Akatsuka, Olga Chelpanova, Yuri Kaminaka, Romina Cholodziej, Konstantin Korotkov, Artemyj Pyzhov, Tatum Shoptaugh in Andrej Szabo.